# Miasi

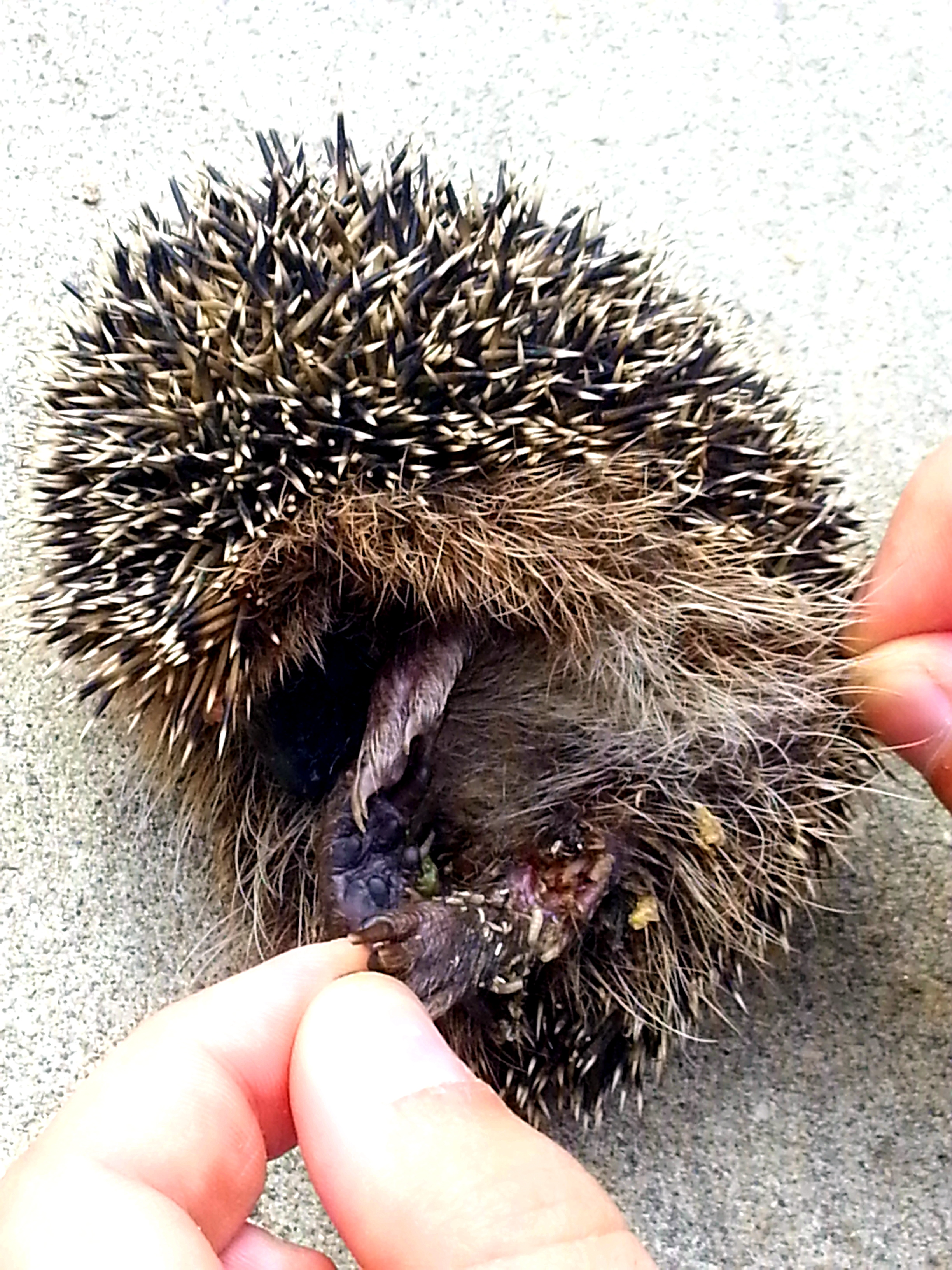
Riccio con ferita affetta da Miasi

Si definiscono miasi (dal greco myia, "mosca") tutte le parassitosi provocate da larve di ditteri in tessuti viventi dei mammiferi. Si differenziano dalla colonizzazione dei cadaveri, per esempio da parte delle larve di mosche e mosconi. Nel caso della miasi, la larva del dittero si sviluppa all'interno dei tessuti dell'ospite provocando lesioni. 

## Miasi obbligatorie e facoltative
In alcune specie di ditteri, lo sviluppo della larva nei tessuti è indispensabile all'insetto per completare il suo ciclo vitale e si parla allora di miasi obbligatorie. È il caso per esempio di molte specie della famiglia Oestridae, specializzate in questo tipo di parassitismo e che sono in grado di penetrare anche in tessuti integri. In molte altre specie le miasi sono comportamenti occasionali, spesso favorite dalla presenza di ferite sulla cute dell'ospite, in cui l'insetto adulto depone le uova da cui hanno origine le larve; si parla in questi casi di miasi facoltative. Numerose specie di mosconi della famiglia Calliphoridae possono causare miasi, per lo più a danno della cute.

## Prevenzione
È ottenibile soprattutto mediante il controllo delle popolazioni di insetti; buoni risultati ha dato in alcuni casi il lancio di maschi sterili che impedisce alle femmine di riprodursi, riducendo così la pressione parassitaria. Negli animali al pascolo si utilizzano trattamenti insetticidi, repellenti sulla cute oppure pratiche più drastiche come il mulesing comunemente usata negli allevamenti ovini in Australia, pratiche che però sono oggetto di pesanti critiche per le sofferenze causate agli animali.

## Principali cause di miasi

### Negli umani
- Cochliomyia hominivorax
- Sarcophaga spp. come la Sarcophaga carnaria
- Cordylobia anthropophaga
- Dermatobia hominis
- Clogmia albipunctata (Telmatoscopus albipunctatus) (Williston) 1893.

### Negli altri animali
- Oestrus ovis
- Hypoderma bovis
- Gasterophilus spp.
- Chrysomya albiceps
- Senotainia tricuspis